# リムネット
リムネットは株式会社イージェーワークスが提供する、インターネットサービスプロバイダ（ISP）事業。
インターネットWIN、ベッコアメ・インターネットと並ぶかつての個人向け三大老舗ISPの１つ。

## 歴史
- 1987年 - ソフトウエア開発会社「ラピドシステムズ」設立。
- 1994年 - 「インターネットマガジン」創刊号に広告を出稿し、リムネットのサービスが広く周知される。
- 1996年10月 - 「株式会社リムネット」に社名を変更
  - 特別第二種 電気通信事業者の登録完了
  - NSPIXP-1に接続を持つ
- 1998年8月 - 米PSINet社に売却する[1]。
- 1998年9月 - 主に日本在住の外国人に事業を展開していた株式会社トウィックス（TWICS）を合併。
- 1998年10月 - PSINet日本法人が東京インターネットを買収。
- 1999年11月～12月 - 2000年問題対応のため、SunOSからNetBSD(直後にFreeBSD)へシステム更新を実施。
- 2001年1月 - 社名をインタードットネット株式会社（インタードットネットジャパン）に変更。米Inter.net（インタードットネット）グループの一員となる[2]。
- 2001年12月 - PSINet(Japan)の親会社である米国PSINetは、連邦倒産法に基づく再建手続中に、PSINet(Japan)を英国ケーブル・アンド・ワイヤレス（C&W）へ720万ポンド（約13億円）で売却すると発表。
- 2001年3月 - MBOにより、PSINetより独立。
- 2004年3月 - 接続サービス部門(リムネット)を株式会社イージェーワークス（ピーシーデポコーポレーショングループ）に買収される[3]。

## 創業
創業時の社長は小林隆。ラピドシステムズという社名は、設立年の1987年が兎年であったことから、うさぎを意味する英語の「ラビット」に、「素早い」を意味する英語の「ラピド」をかけて、共同創業者の相方である池田一政により命名された。
創業年後半には登記簿に2人代表の小林、池田となっている。創業時のメンバーには春日、横川、工藤がおり、1988年に採用された露木千尋（エコス代表取締役）を含め、IT分野で活躍する人物を輩出している。

## かつて提供していたサービス
リムネットはUUCPによる接続サービスを提供していた最後のプロバイダであったが、2007年10月12日をもってそのサービスを廃止した。また同時にネットニュース、シェルによるログインサービスなども廃止された。

## サブドメインとアクセスポイント
かつて、リムネットでは利用するアクセスポイントによって以下のようにサブドメインが指定されていた。現在では主幹システムの更新によりこのような括り付けはなくなっている。
sh:札幌、
sm:仙台、
tg:高崎、
os:大宮、
cc:千葉、
st:東京第1、
kt:東京第2、
t3:東京第3、
tt:多摩、
yk:横浜、
on:新潟、
ki:金沢、
na:名古屋、
nk:京都、
yo:大阪、
kh:神戸、
hf:福岡